# Parapalaeosepsis spatulata
Parapalaeosepsis spatulata är en tvåvingeart som beskrevs av Zuska 1970. Parapalaeosepsis spatulata ingår i släktet Parapalaeosepsis och familjen svängflugor. Inga underarter finns listade i Catalogue of Life.